# Ángeles de Irisarri
Ángeles de Irisarri (* Zaragoza, 1947) je španělská romanopiska historických románů.

## Romány
- Doña Toda, reina de Navarra (1991)
- El estrellero de San Juan de la Peña (1992)
- El año de la inmortalidad (1993)
- Ermessenda, condesa de Barcelona (1994)
- El viaje de la reina (1997)
- La cajita de lágrimas (1999)
- Las damas del fin del mundo (2000)
- La reina Urraca (2000)
- Las hijas de la luna roja. Isabel, la Reina.Vol. I (2001)
- El tiempo de la siembra. Isabel, la Reina. Vol. II (2001)
- El sabor de las cerezas. Isabel, la Reina. Vol. III (2001)
- América. La aventura de cuatro mujeres en el Nuevo Mundo (2002)
- Romance de Ciego (2005)
- Te lo digo por escrito (2006)
- La artillera (2008)
- La estrella peregrina (2010)